# 7064 Montesquieu
För andra betydelser, se Montesquieu (olika betydelser).
7064 Montesquieu eller 1992 OC5 är en asteroid i huvudbältet som upptäcktes den 26 juli 1992 av den belgiske astronomen Eric W. Elst vid La Silla-observatoriet. Den är uppkallad efter franske filosofen Montesquieu.
Asteroiden har en diameter på ungefär 14 kilometer och den tillhör asteroidgruppen Themis.